# Backronym
Begrebet backronym [ˈbækɹənɪm] betegner et akronym eller en forkortelse, som er konstrueret ud fra et i forvejen eksisterende ord eller begreb ved at udvide dets bogstaver til ord i en sætning, ofte med spøgefuld eller ondskabsfuld hensigt. Backronym er en ordkombination af „tilbage“ (engelsk back) og akronym (engelsk acronym).
Mange backronymer er også apronymer, det vil sige akronymer der danner et normalt ord. Især i marketingkredse leder man først efter et passende ord og danner derefter det tilsvarende akronym, fordi et eksisterende ord nemmere huskes.
Sommetider bliver backronymer også dannet af ord, der oprindeligt var forkortelser; et eksempel er programmeringssproget Perl.

## Eksempler

### Seriøse
- BASIC (simpelt computersprog): "Beginner's All-purpose Symbolic Instruction Code".
- GSM: "Global System for Mobile Communications" – oprindelig "Groupe Spécial Mobile" (efter Forskningsgruppen).
- ICE: "Intercity Express" – oprindelig "Intercity Experimental".
- ISDN: "Integrated Services Digital Network", oprindelig "Integriertes Sprach- und Datennetz" (dansk: Integreret tale- og datanet)
- PHP: "PHP: Hypertext Preprocessor", oprindelig "Personal Home Page" (ved omdøbningen opstod et rekursivt akronym).
- SOS (morsekoden • • • — — — • • •): "Save Our Souls" (Frels vore sjæle).

### Humoristiske
- ARD: "Außer Raum Dresden" (dansk: Bortset fra Dresden-egnen; det skulle henvise til, at der i det tidligere Østtyskland kunne ses vesttysk fjernsyn næsten overalt bortset fra denne region grundet geologiske forhold).
- NSA (amerikanske efterretningsagentur): "No Such Agency" (dansk: Ingen sådan myndighed, en hentydning til at myndigheden var ikke-eksisterende; af sikkerhedsgrunde måtte ingen vide, at den overhovedet eksisterede eller hvad den arbejdede med).
- NTSC (National Television System Committee, amerikansk farve-tv system): "Never Twice the Same Color"  (dansk: Aldrig den samme farve, hentyder til utilsigtede farveskift i det amerikanske fjernsynssystem).
- PCMCIA (egentlig Personal Computer Memory Card International Association): "People Can’t Memorize Computer Industry Acronyms", (Folk kan ikke huske computerindustriens forkortelser").
- SPECTRE (fra James Bond-filmene): "Special Executive for Counterintelligence, Terrorism, Revenge and Extortion".
- DSB (Statsbanerne): "Den Standser Blodet", reklame for et flydende medikament til sårbehandling.
- Alitalia (et italiensk luftfartsselskab): "Always late in takeoff, always late in arrival" (Altid forsinket ved afgang, altid forsinket ved ankomst).
- Ford (bilproducent): Positivt: "First On Race Day", negativt: "Fix Or Repair Daily".
- H0LiCOW: "H0 Lenses in COSMOGRAIL's Wellspring", videnskabelig gruppe  til bestemmelse af Hubble-konstanten H0.
- WIMP (engelsk for "svækling"): "Weakly Interacting Massive Particles" (type af elementarpartikler).
- SPQR (latin for Senatus populusque Romanus, det romerske senat og folk): "De er skøre, de romere, Sono Pazzi Questi Romani" fra tegneserien Asterix.